# La llegenda de Wild Bill
La llegenda de Wild Bill (títol original: Wild Bill) és un western estatunidenc dirigit per Walter Hill i estrenat l'any 1995. Ha estat doblada al català.

## Argument
Wild Bill Hickok és una de les figures llegendàries de l'Oest americà. No obstant això, a la seva arribada a Deadwood, on coneix Martha Jane Canary anomenada Calamity Jane, sap que la seva estrella està empal·lidint.

## Repartiment
- Jeff Bridges: James Butler « Wild Bill » Hickok
- Ellen Barkin: Calamity Jane
- John Hurt: Charley Príncep
- James Gammon: California Joe
- Diane Lane: Susannah Moore
- Keith Carradine: Buffalo Bill Cody
- David Arquette: Jack McCall
- Christina Applegate: Lurline Newcomb
- Bruce Dern: Will Plummer
- James Remar: Donnie Lonigan
- Lee de Broux: Carl Mann
- Luana Anders: Dona al sanatori

## Critiques
- Chicago Sun-Times, Roger Ebert :[3]
- The Washington Post, Desson Howe:[4]
- San Francisco Chronicle, Mick LaSalle :[5]